# Frau von Skrydstrup

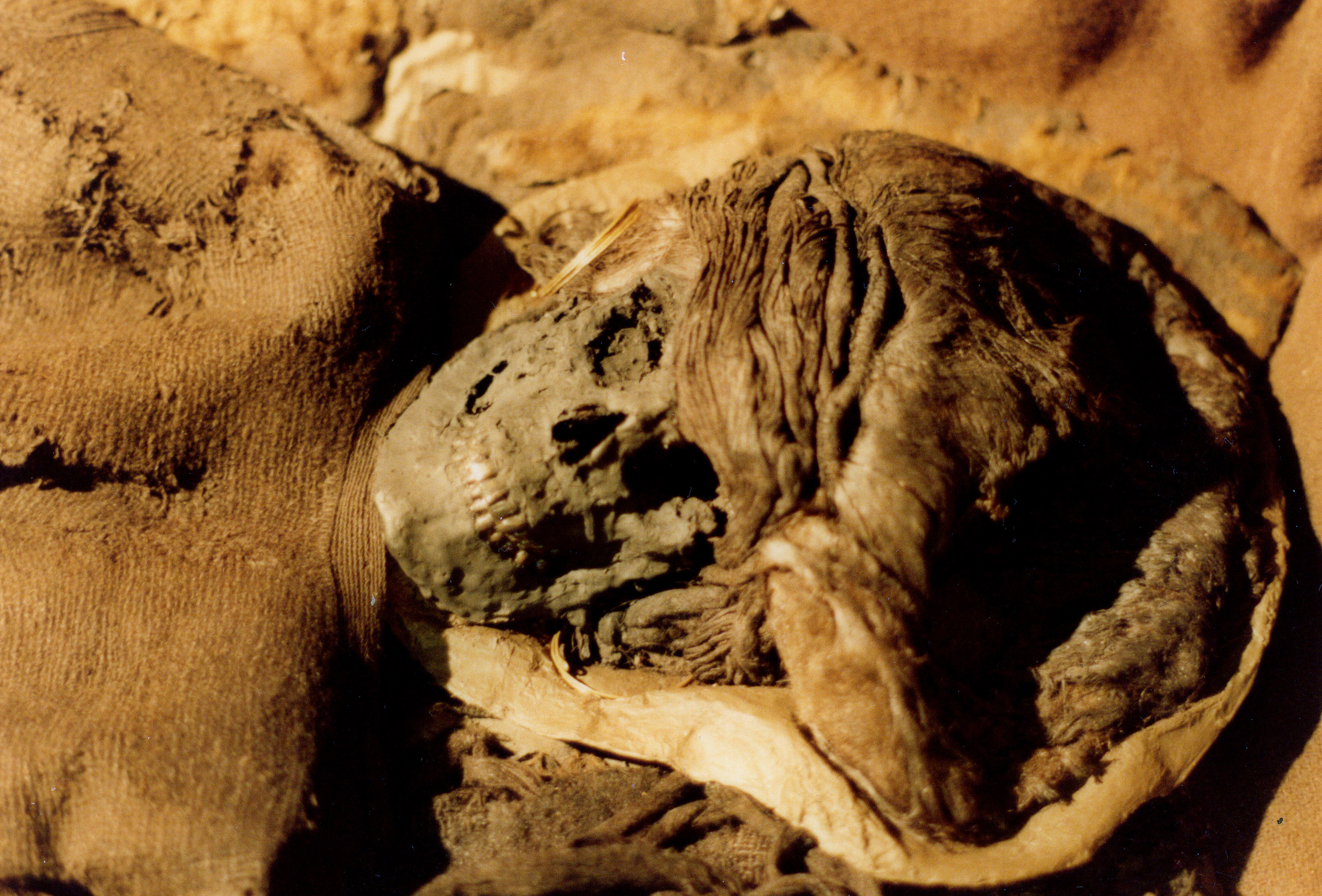
Frau von Skrydstrup

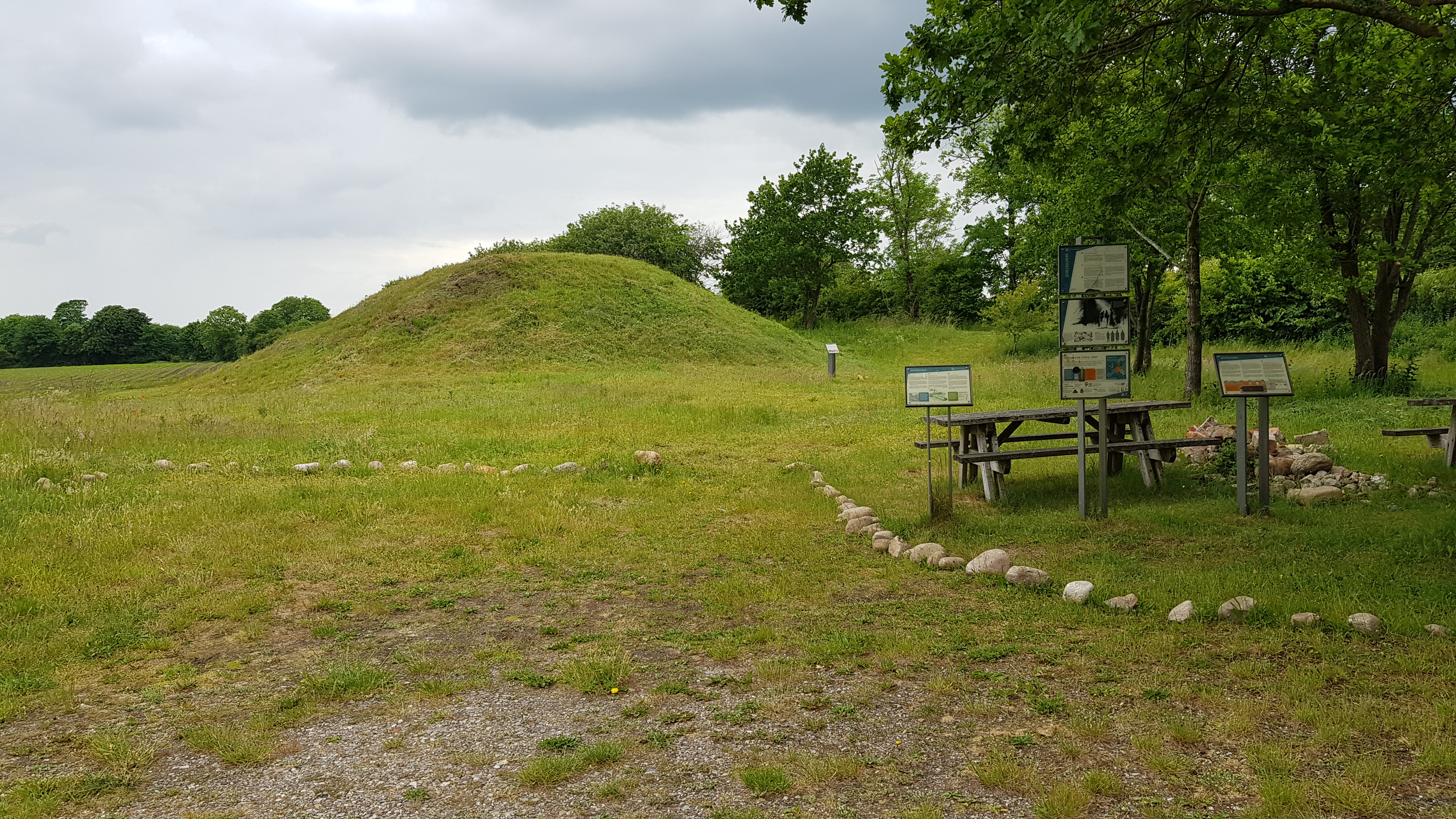
Fundort

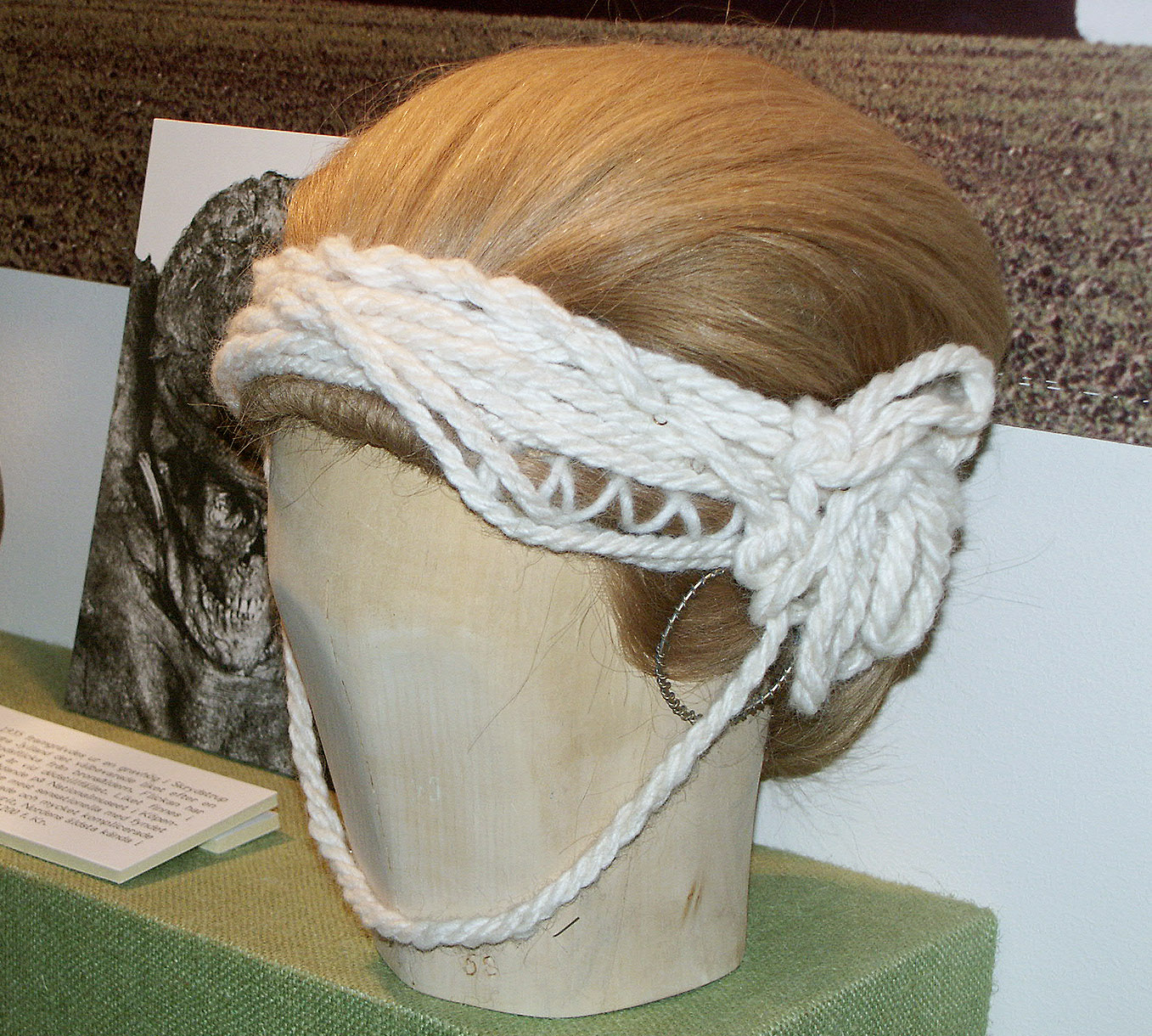
Rekonstruktion der Frisur

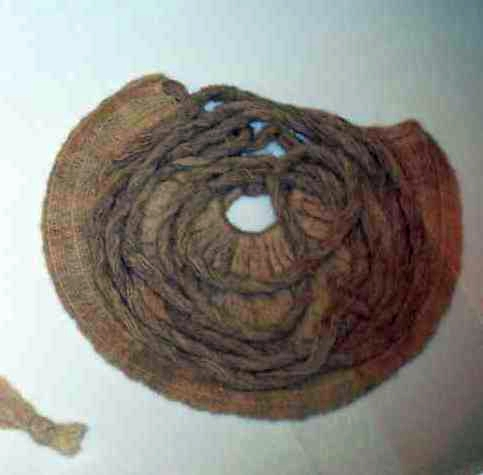
Rekonstruktionsversuch des Haarnetzes

Die Frau von Skrydstrup (dänisch Skrydstruppigen pigen = dt. Mädchen) stammt aus der frühen nordischen Bronzezeit, etwa 1300 v. Chr. Sie wurde 1935 in einem gut erhaltenen Eichensarg unter einem Erdhügel in der Nähe von Skrydstrup, südwestlich von Vojens, in der südjütlandischen Kommune Haderslev in Dänemark gefunden. Der Fund war für die Rekonstruktion der Frauentracht der Bronzezeit in der Region von Bedeutung.
Die Tote war etwa 18 Jahre alt und etwa 1,70 m groß. Sie wurde mit einer kurzärmeligen Bluse aus gewebter Wolle mit Stickereien auf den Ärmeln und am Ausschnitt in den Sarg gelegt. Ein großes quadratisches Stück Gewebe, oben durch einen Gürtel gerafft, bedeckte sie von ihrer Taille bis zu den Füßen. Ihr Haar trug sie in einer besonderen Form. Es wurde vorwärts über ein Polster gekämmt. Eine wollene Schnur wurde um das Haar gebunden. Über der Stirn, von Schläfe zu Schläfe, war das Haar geflochten, wie ein Blumengebinde. Die Frisur war mit einem aus Pferdehaar gemachten Haarnetz in Sprangtechnik bedeckt. Eine ähnliche Frisur ist aus einem Grab im Hvilshøj auf Mors bekannt. Die Frau lag auf einem Kuhfell, trug einen Kamm am wollenen Gürtel und große goldene Spiralohrringe. Eine wollene Kappe wurde ihr mitgegeben.
Vom Sarg der Frau blieb so gut wie nichts erhalten, aber die Frau und ihre Kleider waren in gutem Zustand. Der Hügel war ein paar Jahre zuvor aufgebrochen worden, und die Verwesung des organischen Materials hatte eingesetzt. Wenn die Grabung in Skrydstrup nur ein paar Jahre später erfolgt wäre, wären die goldenen Ohrringe das einzige Fundmaterial gewesen, alles andere hätte sich aufgelöst.
Die Ergebnisse neuerer Untersuchungen legen nahe, dass die Frau von Skrydstrup im Alter von 13 bis 14 Jahren aus der Region der heutigen Tschechischen Republik (Böhmen), Mitteldeutschlands oder Frankreichs nach Südjütland zugewandert war, wo sie etwa vier Jahre später starb.